# Matt Kenseth

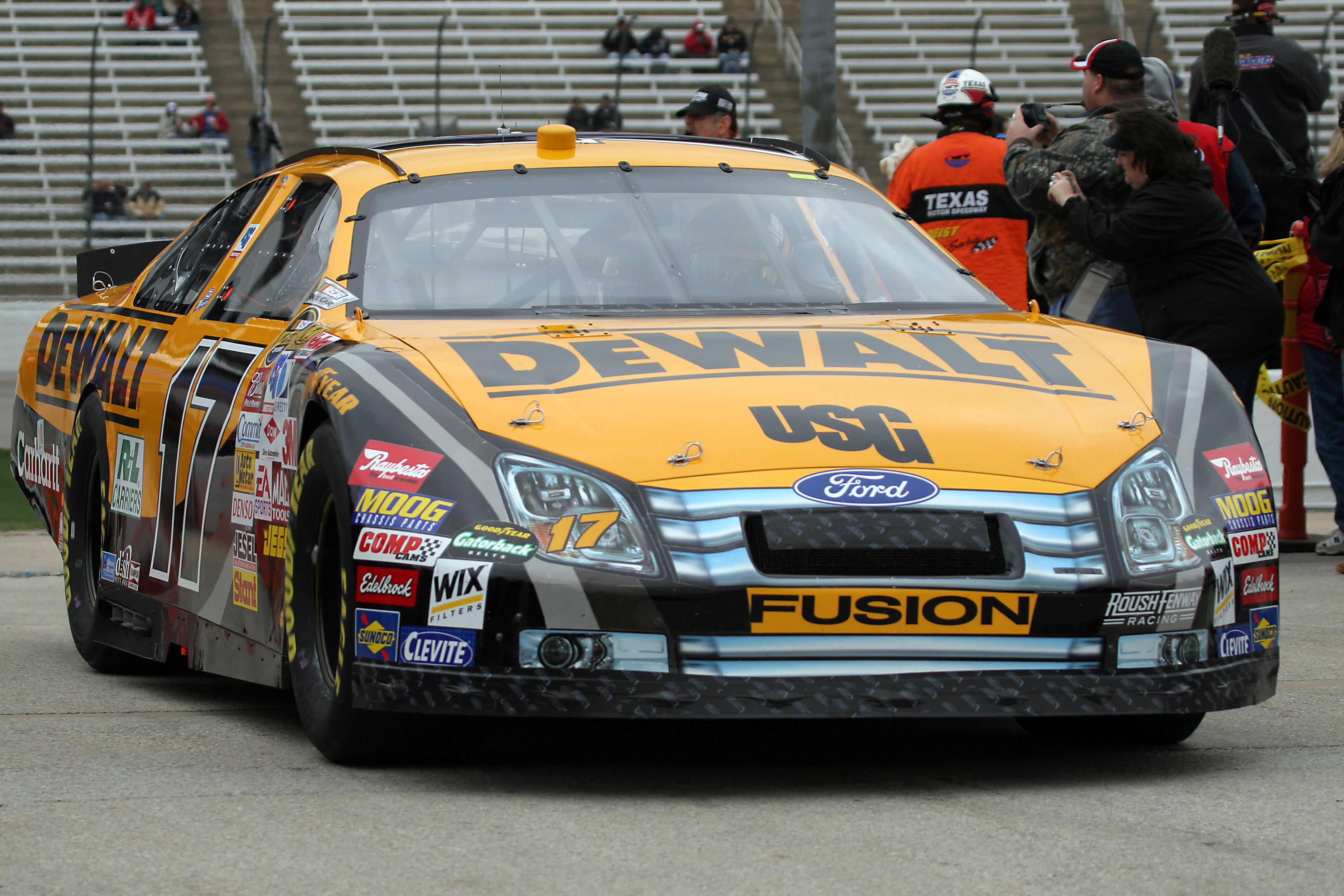
Kenseths Ford uit 2007.

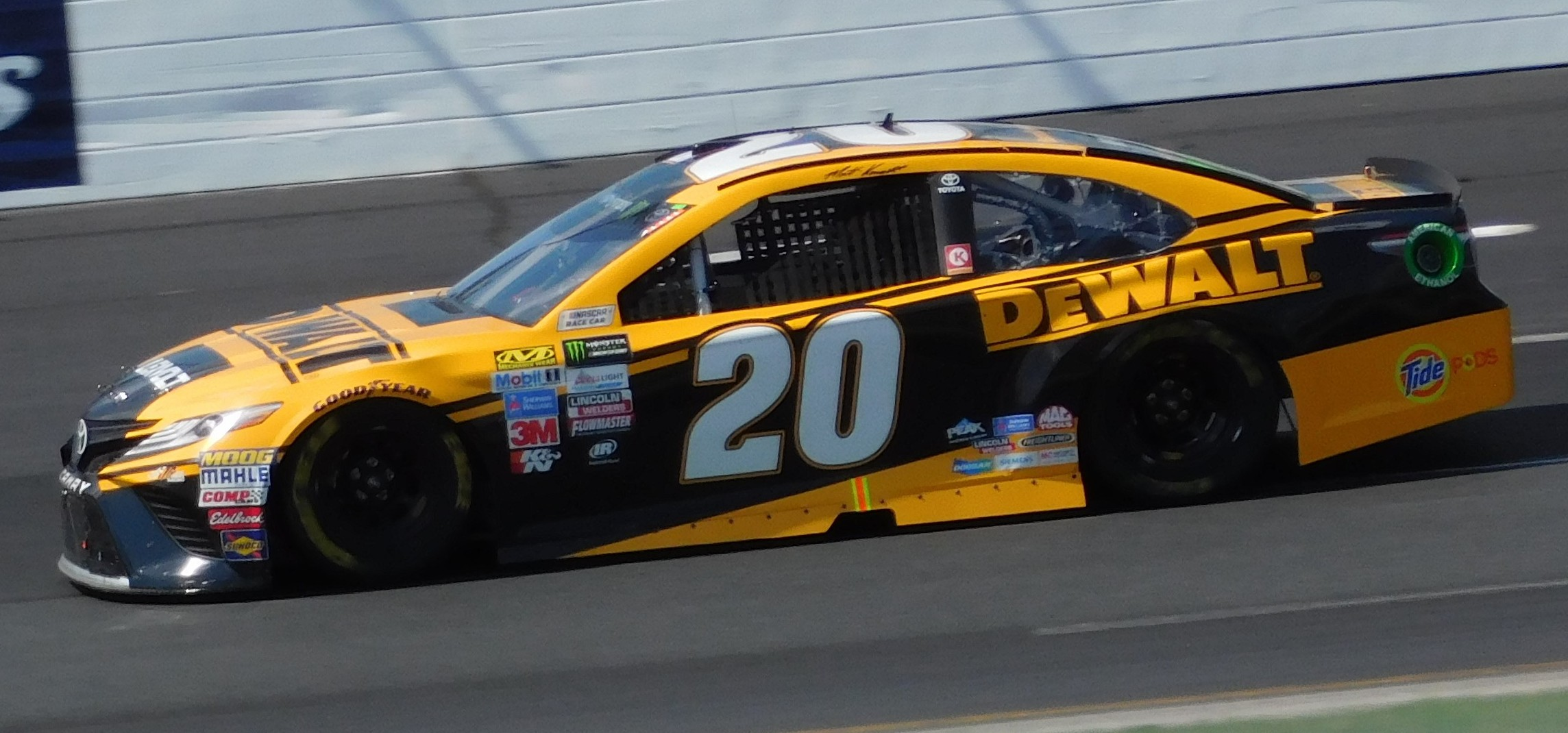
Kenseth in 2017

Matthew 'Matt' Roy Kenseth (Cambridge (Wisconsin), 10 maart 1972) is een Amerikaans autocoureur die actief is in de NASCAR Sprint Cup.

## Carrière
Kenseth reed voor de eerste keer in de NASCAR Xfinity Series (toen Busch Series genoemd), de op een na hoogste NASCAR series in 1996. In 1998 won hij voor de eerste keer een race. Hij won dat jaar nog twee races en werd vice-kampioen. Nadat hij aan de slag ging in de Winston Cup, de hoogste klasse in de Nascar, bleef hij verder ook races rijden in de Busch/Nationwide Series. Op het einde van 2009 heeft hij in deze raceklasse 25 races gewonnen.
Hij reed enkele races in 1998 en 1999 in de Winston Cup en ging er in 2000 fulltime aan de slag voor het team Roush Racing. Hij won de Coca-Cola 600 op de Charlotte Motor Speedway, behaalde elf top 10-plaatsen en eindigde op de veertiende plaats in de eindstand dat jaar. In 2002 won hij vijf races, maar omdat zijn andere resultaten te wisselvallig waren eindigde hij pas op de achtste plaats in het kampioenschap. Dat veranderde in 2003 toen hij enkel de race op de Las Vegas Motor Speedway won maar dankzij consistente resultaten het kampioenschap won. In 2006 won hij vier races en werd vice-kampioen. In 2009 won hij de prestigieuze Daytona 500 voor de eerste keer in zijn carrière, nadat de race werd stilgelegd in de 152e ronde wegens regenweer. Een week later won hij de Auto Club 500 op de California Speedway en werd veertiende in het kampioenschap.
Kenseth was de laatste coureur die het kampioenschap won onder de naam Winston Cup. Vanaf 2004 veranderde de naam van het kampioenschap in NEXTEL Cup en vanaf 2008 werd het Sprint Cup. Vanaf 2004 werd de Chase for the Championship ingevoerd waarbij de best geklasseerde rijders tijdens de laatste tien races het kampioenschap beslissen onder elkaar. Op die manier is het praktisch onmogelijk geworden om het kampioenschap te winnen met één enkele overwinning.
In 2013 won hij zeven races in de Sprint Cup, een persoonlijk record en werd hij vicekampioen.

## Resultaten in de NASCAR Sprint Cup
Sprint Cup resultaten (aantal gereden races, polepositions, gewonnen races en positie in het kampioenschap)
| Jaar |                         | Races | Polepositions | Overwinningen | Kampioenschap |
| ---- | ----------------------- | ----- | ------------- | ------------- | ------------- |
| 1998 | Roush Racing #17        | 1     | 0             | 0             | 57e           |
| 1999 | Roush Racing #17        | 5     | 0             | 0             | 49e           |
| 2000 | Roush Racing #17        | 34    | 0             | 1             | 14e           |
| 2001 | Roush Racing #17        | 36    | 0             | 0             | 13e           |
| 2002 | Roush Racing #17        | 36    | 1             | 5             | 8e            |
| 2003 | Roush Racing #17        | 36    | 0             | 1             | 1e            |
| 2004 | Roush Racing #17        | 36    | 0             | 2             | 8e            |
| 2005 | Roush Racing #17        | 36    | 2             | 1             | 7e            |
| 2006 | Roush Racing #17        | 36    | 0             | 4             | 2e            |
| 2007 | Roush Racing #17        | 36    | 0             | 2             | 4e            |
| 2008 | Roush Racing #17        | 36    | 0             | 0             | 11e           |
| 2009 | Roush Racing #17        | 36    | 1             | 2             | 14e           |
| 2010 | Roush Racing #17        | 36    | 0             | 0             | 5e            |
| 2011 | Roush Racing #17        | 36    | 3             | 3             | 4e            |
| 2012 | Roush Racing #17        | 36    | 1             | 3             | 7e            |
| 2013 | Joe Gibbs Racing #20    | 36    | 3             | 7             | 2e            |
| 2014 | Joe Gibbs Racing #20    | 36    | 2             | 1             | 7e            |
| 2015 | Joe Gibbs Racing #20    | 34    | 5             | 5             | 15e           |
| 2016 | Joe Gibbs Racing #20    | 36    | 1             | 2             | 5e            |
| 2017 | Joe Gibbs Racing #20    | 36    | 2             | 1             | 7e            |
| 2018 | Roush Fenway Racing #6  | 15    | 0             | 0             | 32e           |
| 2020 | Chip Ganassi Racing #42 | 32    | 0             | 0             | 28e           |